# Friedl Rinderová
Friedl (Frieda, Elfriede) Rinderová-Bezingerová (20. listopadu 1905, Schrobenhausen – 3. června 2001, Mnichov) byla německá šachistka.
Roku 1939 zvítězila na prvním německém mistrovství žen v šachu a v tom samém roce se zúčastnila turnaje o titul mistryně světa v Buenos Aires, kde skončila na čtvrtém místě.
Po skončení druhé světové války vyhrála čtyřikrát mistrovství v šachu žen Spolkové republiky Německo (1949, 1955, 1956 a 1959), třikrát skončila na druhém místě (1947, 1951 a 1953) a jednou byla třetí (1953). Roku 1957 jí FIDE udělila titul mezinárodní mistryně.
Zúčastnila se také dvou kandidátských turnajů mistrovství světa žen. Roku 1959 v Plovdivu skončila na dvanáctém až třináctém místě a roku 1961 ve Vrnjačke Banje na patnáctém až šestáctém místě.
Svou vlast také reprezentovala na třech ženských šachových olympiádách (1957, 1963 a 1966).

## Výsledky na MS v šachu žen
| 1939 | 7. mistrovství světa v šachu žen | Buenos Aires | +14 -3 =3 | 4. |